# Hawaiʻi State Route 470
Die Hawaiʻi State Route 470 ist eine Straße, die den Norden der Insel Molokaʻi im US-Bundesstaat Hawaiʻi mit dem Süden der Insel verbindet.

## Verlauf
Die Straße beginnt acht Kilometer (fünf Meilen) westlich von Kaunakakai an der Hawaiʻi State Route 460 und führt in nordwestlicher Richtung durch Kualapuʻu zum Palaʻau State Park, der nach zehn Kilometern (sechs Meilen) erreicht wird. Kurz vor dem Ende der Straße befindet sich der Endpunkt des Kalaupapa Peninsula Trail, der Zugang zum Kalaupapa National Historic Park bietet. Die Straße wird auch als Kalae Highway bezeichnet.